# Jatropha decipiens
Jatropha decipiens là một loài thực vật có hoa trong họ Đại kích. Loài này được M.E.Jones mô tả khoa học đầu tiên năm 1933.